# Лецковщина (Минский район)
Лецковщина (бел. Ле́цкаўшчына) — деревня в Минском районе Минской области Республики Беларусь. В составе Щомыслицкого сельсовета.

## География
Пролегает автомобильная дорога Н9071.
Ближайшие населённые пункты Атолино, Заболотье, Прилуки, Прилучки, Ходаково.

### Гидрография
Недалеко протекает река Птичь.

## История
В 1894 году на окраине деревни, на территории поселения, крестьянин нашёл клад из 502 дирхемов — Аббасидов (в т. ч. экземпляры чеканенные Тахиридами), Саманидов, Саффаридов, подражание чеканки Саманидов. Древнейшая монета — Аббасиды, ал-Мамун, Исбахан, 201 г. х. (816/817), новейшая — Саманиды, Ахмад ибн Исмаил, аш-Шаш, 299 г. х. (911/912). 47 Дирхам поступили в Императорский Эрмитаж, 383 — в Виленский музей древностей, 72 на Санкт-Петербургский монетный двор в переплавку.

## Население

### Численность
- 2009 год — 47 человек

### Динамика
- 1999 год — 55 человек (перепись населения)
- 2009 год — 47 человек (перепись населения)

## Улицы
- Луговая
- Центральная
- Каштановый переулок
- Ромашковый переулок